# Lisaweta von Zitzewitz
Lisaweta von Zitzewitz (* 16. Februar 1952 in Berlin; † 18. September 2020 ebd.) war eine deutsche Publizistin, Slawistin und Projektmanagerin, die sich insbesondere im Bereich der deutsch-polnisch-europäischen Verständigung und Zusammenarbeit engagierte.

## Leben
Lisaweta von Zitzewitz entstammt der alten hinterpommerschen Adelsfamilie Zitzewitz. Sie war Tochter von Heinrich Eugen von Zitzewitz (1925–1998).
Sie studierte Russistik, Polonistik, Anglistik und Erziehungswissenschaften in Berlin, Hamburg, Warschau und München. Nach einer Hospitanz bei der Wochenzeitung Die Zeit und dem Studienaufenthalt in Polen arbeitete sie parallel dazu als freie Journalistin. Schon damals behandelten viele ihrer Artikel, Reportagen, Vorträge und sonstigen Texte Aspekte der deutsch-polnischen Verständigung, z. B. im Rahmen des Deutsch-polnischen Jugendforums, der Initiative zum Aufbau der Begegnungsstätte Kreisau, der Ostsee-Akademie Lübeck-Travemünde oder das Entdecken des gemeinsamen kulturellen Erbes.
Ab 1994 arbeitete sie am Aufbau der deutsch-polnischen Tagungs- und Begegnungsstätte mit, die auf Initiative von Philipp von Bismarck (1913–2006) in dem einstigen Gutshaus seiner Familie in Kulice (deutsch Külz) in der Wojewodschaft Westpommern entstand. Nach der Eröffnung im September 1995 übernahm sie die Leitung der Europäischen Akademie Külz-Kulice und wurde 2004 Vorsitzende der gleichnamigen Stiftung. Im Jahre 2008 verlieh ihr die Stadt Nowogard (deutsch Naugard) den „Speziellen Eibenlorbeer“, eine besondere Ehrenerweisung für ihr jahrelanges Engagement in Hinblick auf die Integrationsarbeit im Naugarder Land. Insgesamt waren ihre berufliche Tätigkeit und ihr Leben über fast zwei Jahrzehnte eng mit dieser Einrichtung verknüpft.
Neben der Organisation von deutsch-polnischen Tagungen, Seminaren und Begegnungen für die Europäische Akademie Külz-Kulice arbeitete Lisaweta von Zitzewitz auch zu jener Zeit als Publizistin, hielt Vorträge und gab deutsch-polnische Sachliteratur mit dem Schwerpunkt Pommern heraus.

## Veröffentlichungen (Auswahl)
Sie begründete 1999 die Zeszyty Kulickie | Külzer Hefte, eine wissenschaftliche, großenteils zweisprachige Reihe, deren Herausgeberin sie auch war und in denen sie auch selbst veröffentlichte. Seit 2013 kamen in gleicher Konstellation die beiden polnisch-deutschen Monografien Zamki i ogrody w województwie zachodniopomorskim | Schlösser und Gärten in der Wojewodschaft Westpommern und Zamki i ogrody w województwie pomorskim | Schlösser und Gärten in der Wojewodschaft Pommern hinzu. Beide Schlösser-Reihen wurden in redaktioneller Zusammenarbeit mit Sibylle Badstübner-Gröger gefertigt.
Weitere Werke von ihr waren:
- 5mal Polen. Piper Panoramen der Welt, Piper Verlag München 1992, ISBN 3-492-15117-5
- Heinrich Eugen von Zitzewitz: Meister Rose und andere Geschichten, (Auswahl, Bearb. und Hrsg.), Thomas Helms Verlag Schwerin 2009, ISBN 978-3-940207-31-9[18]
- Stiftung Europäische Akademie Külz-Kulice. Sonderheft zum 15-jährigen Jubiläum der Tagungsstätte Külz-Kulice, Zeszyty Kulickie | Külzer Hefte, Kulice 2010, ISSN 1508-9207
- Kulice | Külz, Schlösser und Gärten in der Wojewodschaft Westpommern H. 1, Kulice-Szczecin-Berlin 2013, ISBN 978-83-935718-0-2
- Hrsg. mit Verena Baldamus: Wir haben schrecklich lange nichts voneinander gehört … Briefe an Ernst und Ellen von Zitzewitz aus den Jahren 1889–1941. Erbschaft Zezenow. Korrespondenz aus den Jahren 1925–1937, Heidelberg-Berlin 2016, Eigenverlag der Herausgeber[19]
- Mit Katarzyna Bartosiewicz: Karżniczka/Karstnitz. Ein Wasserschloss bei Stolp, Schlösser und Gärten in der Wojewodschaft Pommern H. 1, Szczecin 2016, ISBN 978-83-935718-9-5[20]
- Ostpommern zur Zeit der Greifenherrschaft/Pomorze Wschodnie za Czasów Panowania Gryfitów. In: Külzer Hefte/Zeszyty Kulickie, 12. Stettin/Szczecin Stiftung Europäische Akademie Külz-Kulice/Fundacja Akademia Europejska Kulice-Külz 2017. ISBN 978-83-946698-0-5[21]
- Geschichten aus der Külzerey: Nehmen Sie bitte zur Kenntnis, dass jetzt die Stettiner Universität die Funktionsprinzipien des Objekts in Külz bestimmt …, Berlin-Hamburg 2020, Zeszyty Kulickie | Külzer Hefte, Band 13